# Kōya hijiri
Les kōya hijiri (高野聖) étaient des moines japonais du mont Kōya, appelés hijiri d'après le nom qu'on donnait aux moines qui menaient une vie d'ascèse ou itinérante. Ils étaient envoyés prêcher le bouddhisme de la Terre pure et la récitation du nenbutsu dans tout le pays. Le mont Kōya devint un centre important pour les hijiri, qui s'y établirent à partir du XIe siècle. 
Ils appartenaient à la caste la plus basse dans la hiérarchie des prêtres des temples du mont Kôya et voyageaient en se livrant au colportage pour gagner leur vie.
Les anciens moines qui se livraient à la délinquance étaient appelés yadōkai.